# Olmedo Quiñones
Olmedo Quiñones Suárez (Chiclayo, 29 de marzo de 1915) fue un futbolista peruano que se desempeñaba como lateral izquierdo.

## Trayectoria
Nació en Chiclayo en 1915, su hermano Enrique Quiñones también fue futbolista Campeono con Universitario en 1939 y 1941.
Se inició en clubes de su ciudad natal. Debutó en White Star de Chiclayo, y en Boca Juniors de Chiclayo. En 1937 ficha por Universitario de Deportes siendo valor sobresaliente en los títulos de 1939 y 1941. Ya para en el año 1944 ficha por el Sport Boys jugando en el campeonato de ese año como titular en la zaga en la mayoría de partidos. Al año siguiente en un partido amistoso en Paramonga previo al torneo sufrió la fractura de una pierna por lo cual no llegó a jugar en el campeonato de 1945. Tras finalizar el mismo fue dejado libre por la dirigencia rosada.
Llega al Sporting Tabaco en 1946 y se retira en 1949 a los 34 años.

## Clubes
| Club                    | País | Año         |
| ----------------------- | ---- | ----------- |
| Boca Juniors (Chiclayo) | Perú | 1935 – 1936 |
| Universitario           | Perú | 1937 – 1943 |
| Sport Boys              | Perú | 1944 – 1945 |
| Sporting Tabaco         | Perú | 1946 – 1949 |

## Palmarés
| Título                    | Club                      | País | Año  |
| ------------------------- | ------------------------- | ---- | ---- |
| Primera División del Perú | Universitario de Deportes | Perú | 1939 |
| Primera División del Perú | Universitario de Deportes | Perú | 1941 |